# جوين جونز (لاعب كرة قدم)
جوين جونز (بالإنجليزية: Gwyn Jones)‏ (1 فبراير 1912 في المملكة المتحدة - ) هو لاعب كرة قدم بريطاني في مركز الدفاع. لعب مع ستوكبورت كونتي ونادي ترانمير روفرز لكرة القدم ونادي روتشديل وهدرسفيلد تاون وMerthyr Town F.C. ‏.